# Ein alter Mann und sein Enkel

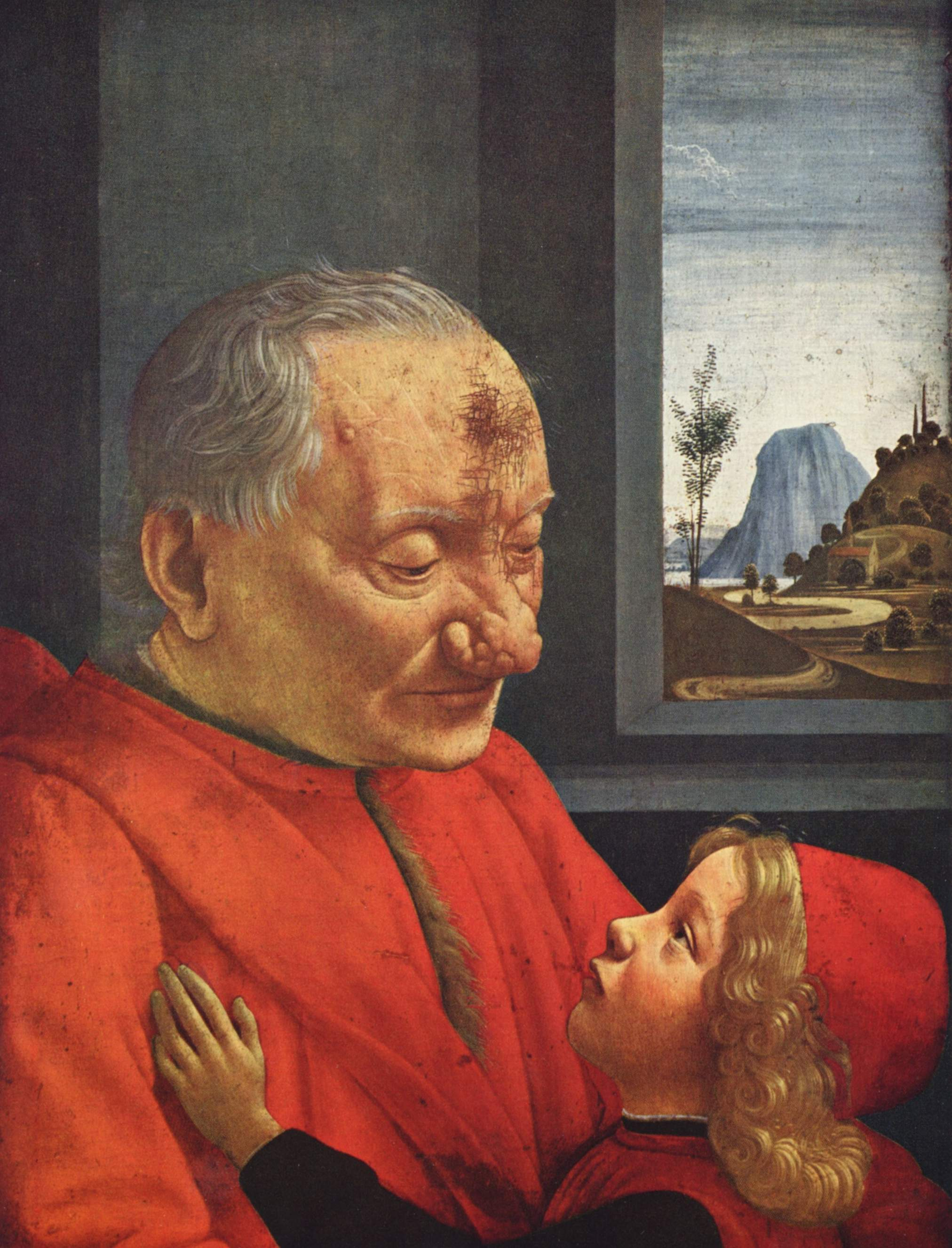
Vor der Restaurierung 1996

Ein alter Mann und sein Enkel (italienisch: Ritratto di vecchio con nipote) ist ein Gemälde des florentiner Renaissance-Künstlers Domenico Ghirlandaio, entstanden um das Jahr 1490. Das Bild in Temperatechnik ist eines der bekanntesten Werke Ghirlandaios und gilt aufgrund seiner emotional ergreifenden Darstellung als bemerkenswert. Aber auch der Realismus des Porträts sticht als einzigartig unter den Gemälden seiner Zeit heraus.

## Beschreibung
Auf dem Bild ist ein älterer Mann in einem roten Gewand zu sehen, der ein kleines Kind umarmt, das ebenfalls rot gekleidet ist. Sie sitzen beleuchtet in einem Raum, vor einer abgedunkelten Wand. Rechts hinter ihnen befindet sich ein Fenster, durch das man eine unspezifische Landschaft sehen kann, deren unebenes Gelände und gewundene Straßen typisch für Ghirlandaios Hintergründe sind. Obwohl das pelzgefütterte Gewand des Mannes sowie das elegante Wams und die Mütze des Jungen auf eine adlige Herkunft hindeuten und man traditionell davon ausgeht, dass es sich bei den Dargestellten um Großvater und Enkel handelt, sind ihre Identitäten unbekannt. Es ist möglich, dass das Gemälde einen Gedenkzweck verfolgte und das Kind eine erzählerische Erfindung war, um die Wohltätigkeit des Mannes hervorzuheben. Die Eindringlichkeit des Bildes wird durch den Kontrast zwischen dem weißen und wettergegerbten Gesicht des Mannes und der zarten Beschaffenheit des Kindes unterstrichen. Während die Komposition thematisch mit der niederländischen Porträtmalerei verwandt ist, war das Motiv des Porträts in einem Innenraum mit einer in der Ferne zu sehenden üblichen Landschaft in Italien Mitte des 15. Jahrhunderts.
Ein außergewöhnliches Merkmal des Gemäldes ist die Deformation der Nase des Mannes, die auf die Krankheit Rhinophym schließen lässt. Ghirlandaio hat das Porträt auf naturalistische und sympathische Weise dargestellt, im Gegensatz zur physiognomischen Theorie der Epoche, die eine Verbindung zwischen äußerer Erscheinung und innerer Wahrheit herstellte. Anstatt einen Charakterfehler anzudeuten, regt Ein alter Mann und sein Enkel zur Wertschätzung der Tugendhaftigkeit des Mannes an. Das Gemälde zeigt einen Moment der Intimität zwischen einem alten Mann und einem Kind, der durch die Platzierung der Hand des Kindes auf der Brust des Mannes und den sanften Ausdruck des Mannes unterstrichen wird. Diese Zuneigungsbekundung verleiht dem Bild emotionale Qualitäten, die über das hinausgehen, was man von einem traditionellen dynastischen Porträt erwarten würde. Mit den Worten des Kunsthistorikers Bernard Berenson «There is no more human picture in the entire range of Quattrocento painting, whether in or out of Italy.» (deutsch: „Es gibt kein menschlicheres Bild in der gesamten Bandbreite der Quattrocento - Malerei, ob in oder außerhalb Italiens.“).
Die Herkunft des Gemäldes ist bis 1880 unbekannt, in diesem Jahr erwarb es der Louvre von dem florentiner Kunsthändler Stefano Bardini. Zuvor war der Ankauf vom Kaiser-Friedrich-Museum in Berlin aus Sorge um seinen Zustand abgelehnt worden. Mehrere Kommentatoren des späten 19. Jahrhunderts berichteten, dass das Bild durch übermäßige Reinigung abgeschabt worden war und entstellende Kratzer im Gesicht des Mannes aufwies. Im Jahr 1996 wurde das Gemälde von den Kratzern und den verfärbten Bereichen befreit und anschließend gereinigt und retuschiert.

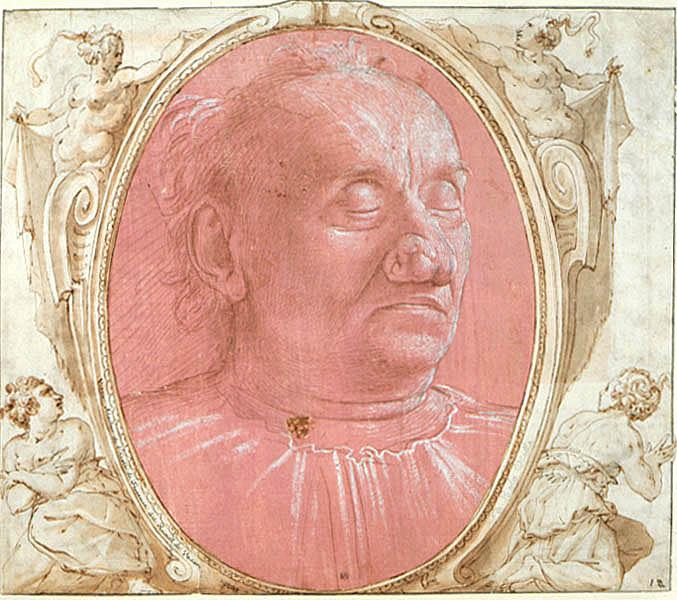
Kopf eines alten Mannes. Metallstiftzeichnung auf rosa Papier, mit Weiß gehöht. 28,1 cm × 21,5 cm. Nationalmuseum, Stockholm

Eine Zeichnung von Ghirlandaio mit dem Titel Kopf eines alten Mannes, die sich einst im Besitz von Giorgio Vasari befand, stellt denselben Mann wie auf dem Gemälde dar. Die Zeichnung wurde möglicherweise angefertigt, als der Dargestellte schlief, oder nach seinem Tod, in diesem Fall hätte sie als grafische Totenmaske gedient.